# Rehman Malik
Pour les articles homonymes, voir Malik.
Abdul Rehman Malik ou plus simplement Rehman Malik (ourdou : رحمان ملک), né le 12 décembre 1951 à Sialkot et mort le 23 février 2022 à Islamabad, est un fonctionnaire fédéral et un homme politique pakistanais. Il a notamment été un cadre dirigeant de la Federal Investigation Agency dans les années 1990 puis ministre de l'Intérieur dans le gouvernement du Premier ministre Youssouf Raza Gilani durant les cinq années de mandat du Parti du peuple pakistanais.
Proche collaborateur de la Première ministre Benazir Bhutto, cette dernière le nomme à un poste de responsabilité au sein de la Federal Investigation Agency et mène une politique opposée à celle défendue par les militaires. Après son exil à la fin des années 1990, Rehman Malik devient le principal allié politique de Bhutto et son chef de la sécurité en 2007. Il est officiellement nommé ministre fédéral de l'Intérieur sous le gouvernement de Youssouf Raza Gilani le 27 avril 2009 et occupe ce poste jusqu'en mars 2013, mais avait été du 27 mars 2008 au 27 avril 2009 conseiller spécial auprès du Premier ministre sur l'Intérieur et le contrôle des stupéfiants.

## Biographie

### Jeunesse et éducation
Rehman Malik est né à Sialkot, le 12 décembre 1951, dans le nord de la province du Pendjab. Il obtient un bachelor puis une maitrise en statistique de l'université de Karachi en 1973. En 2011, l'université lui donne le titre de « docteur honoris causa » en reconnaissance pour ses « services rendus au pays dans la guerre contre le terrorisme et en particulier pour la restauration de la paix à Karachi ». Cette décision a été particulièrement critiquée par les médias et les professeurs de l'université, ces derniers ayant notamment demandé au gouverneur du Sind Ishrat-ul-Ibad Khan d'annuler cette décision,.

### Carrière

#### Carrière de fonctionnaire

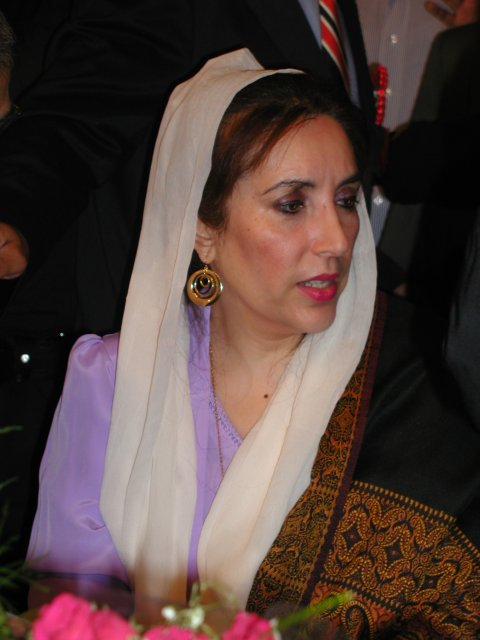
Rehman Malik a été le plus proche conseiller politique de Benazir Bhutto durant ses dernières années.

En 1973, Rehman Malik intègre en tant que fonctionnaire la NARA (National Alien Registration Authority), l'agence gouvernementale  de l'immigration. En 1987, il rejoint la Federal Investigation Agency (FIA), l'agence d'enquête fédérale sous le contrôle des autorités civiles. En 1993, il est nommé directeur-général additionnel de l'agence par la Première ministre Benazir Bhutto, devenant l'un des plus hauts fonctionnaires de son gouvernement.
Sa position au sein de la FIA permet à Malik de mener secrètement des opérations de surveillance et de lutte contre des éléments radicaux islamistes, allant ainsi directement à l'encontre de la politique des services secrets militaires de l'Inter-Services Intelligence. Il a également joué un rôle significatif dans l'arrestation et l'extradition de Ramzi Yousef, accusé par les Américains d'être l'un des principaux planificateurs de l'attentat du World Trade Center de 1993. Alors que Benazir Bhutto est démise de ses fonctions par le président Farooq Leghari le 5 novembre 1996, et les élections législatives de 1997 qui voient la victoire de Nawaz Sharif, de nombreux membres de la direction du FIA sont écartés de leur fonction et certains sont emprisonnés, dont Rehman Malik qui est arrêté pour corruption.
Rehman est ensuite libéré sous caution, puis part en exil au Royaume-Uni où il monte une entreprise privée de sécurité appelée DM Digital Network. Il se retrouve rapidement à Londres avec Benazir Bhutto qui est également partie en exil pour échapper à des procès de corruption, et l'assiste notamment grâce à sa société de sécurité. Il obtient la nationalité britannique en 2003.

#### Carrière politique
Durant son exil au Royaume-Uni, Rehman Malik continue d'être un proche collaborateur de Benazir Bhutto, et devient son chef de sa sécurité en 2007 en remplacement de Ameen Faheem, puis se rapproche progressivement de son parti, le Parti du peuple pakistanais. Il rentre fin 2007 au Pakistan en même temps que Bhutto à la suite d'un accord politique avec le président Pervez Musharraf, alors que l’ordonnance nationale de réconciliation prévoit leur amnistie, bien que sa légalité soit contestée par la Cour suprême.
Après l'assassinat de Benazir Bhutto, il y a eu de nombreuses accusations contre Rehman Malik, accusé de ne pas avoir assuré sa sécurité de façon convenable.
Le Parti du peuple pakistanais remporte ensuite les élections législatives de 2008. En l'absence d'un ministre de l'Intérieur dans le cabinet de Youssouf Raza Gilani avant avril 2009, Rehman Malik joue officieusement le rôle de provisoire ministre de l'Intérieur du Pakistan dès le 27 mars 2008, alors qu'il est théoriquement un conseiller spécial pour l'intérieur, le renseignement et le contrôle de stupéfiants du Premier ministre. Le 27 avril 2009, il est élevé au rang de ministre fédéral de l'intérieur. En mars 2009, il est élu sénateur pour un mandat de six ans.
En juin 2012, il est suspendu de toutes ses fonctions par la Cour suprême car accusé d'avoir conservé sa double nationalité alors que la Constitution interdit les parlementaires d'avoir une nationalité étrangère. Perdant son poste à la chambre haute, il perd en conséquence son poste de ministre. Il est finalement réintégré dans ses fonctions par le Premier ministre quelques semaines plus tard, après avoir été réélu sénateur en juillet 2012 sur le même siège réservé qu'il avait dû quitter. Il reste en place jusqu'à la fin du mandat de la majorité gouvernementale, en mars 2013.
En 2015, Rehman Malik est de nouveau élu sénateur pour un mandat de six ans.
Il est cité dans l'affaire des Panama Papers en avril 2016.

### Décès
En janvier 2022, Rehman Malik est testé positif au SARS-CoV-2. Hospitalisé à cause de complications liées au Covid-19, il meurt à l'âge de 70 ans le 23 février 2022 dans un hôpital d'Islamabad.